# Binais Begovic
Binais Begovic (ur. 20 maja 1982 w Czarnogórze) – kulturysta współzawodniczący w kategorii półciężkiej, fotomodel. 

## Życiorys
Begovic, który w 1998 roku wyemigrował do Szwecji, pierwotnie rywalizował w szwedzkich konkurencjach kulturystycznych. W 2001 roku podczas zawodów ogólnokrajowych uplasował się na trzeciej pozycji w kategorii półciężkiej. W roku 2006 zwyciężył amerykańskie zawody Orange County Classic (federacji NPC), w których również startował jako zawodnik o wadze półciężkiej. W lipcu tego roku jego sylwetka po raz pierwszy pojawiła się na okładce magazynu sportowego – poczytnego Iron Man. W ciągu kolejnego roku Begovic podróżował pomiędzy Szwecją a Stanami Zjednoczonymi, uczestnicząc w licznych zmaganiach kulturystycznych, a także gościnnie pozując do zdjęć w sesjach fotograficznych. W latach 2006–2008 ukazał się na okładkach ogólnoświatowych pism, m.in. w Japonii, Wielkiej Brytanii, Meksyku, Hiszpanii, Australii oraz – przede wszystkim – Szwecji i USA. W tym okresie był także modelem sportowej linii odzieżowej „GASP”.
Obecnie mieszka w Hollywood w stanie Kalifornia (USA) oraz w szwedzkim mieście Malmö. W roku 2008 zaczął pobierać lekcje aktorstwa.
Warunki fizyczne:
- wzrost: 178 cm
- waga: 100 kg

## Osiągi kulturystyczne (wybór)
- 2001:
  - Swedish Nationals, kategoria półciężka – III miejsce
- 2002:
  - Swedish Nationals, kategoria półciężka – III miejsce
- 2004:
  - Swedish Nationals, kategoria półciężka – IV miejsce
- 2006:
  - Orange County (CA) Classic – federacja NPC, kategoria półciężka – I miejsce
- 2007:
  - Excalibur – Los Angeles – federacja NPC, kategoria ciężka – IV miejsce
- 2008:
  - California State Bodybuilding, Figure and Fitness Championships − federacja NPC, kategoria półciężka − ? miejsce